# ليزلي كارتر
ليزلي كارتر (بالإنجليزية: Leslie Carter) (و. 1986 – 2012 م) هي مغنية، وممثلة، وعازفة بيانو، من الولايات المتحدة الأمريكية، ولدت في تامبا، فلوريدا، توفيت عن عمر يناهز 26 عاماً.

## وصلات خارجية
- ليزلي كارتر على موقع IMDb (الإنجليزية)
- ليزلي كارتر على موقع ميوزك برينز (الإنجليزية)
- ليزلي كارتر على موقع ديسكوغز (الإنجليزية)
- ليزلي كارتر على موقع قاعدة بيانات الفيلم (الإنجليزية)